# Wydział Architektury i Wzornictwa Uniwersytetu Artystycznego im. Magdaleny Abakanowicz w Poznaniu
Wydział Architektury i Wzornictwa Uniwersytetu Artystycznego im. Magdaleny Abakanowicz w Poznaniu – jeden z dziesięciu wydziałów Uniwersytetu Artystycznego w Poznaniu. Jego siedziba znajduje się przy Al. Marcinkowskiego 29 w Poznaniu.

## Struktura
- Katedra Architektury i Urbanistyki
- Katedra Designu
- Katedra Projektowania Interdyscyplinarnego
- Laboratorium Technik Komputerowych w Projektowaniu
- Modelarnia

## Kierunki studiów
- Wzornictwo
- Architektura

## Władze
Kadencja 2024–2028:
- Dziekan: prof. dr hab. Dariusz Kuźma
- Prodziekan: dr inż. arch. Tomasz Piwiński ad.